# Wild Beasts
Wild Beasts byla britská rocková skupina, založená v roce 2002 ve městě Kendal. Založili ji dva studenti Hayden Thorpe a Ben Little pod názvem Fauve; v roce 2004 se ke skupině přidali bubeník Chris Talbot a baskytarista Gareth Bullock a skupina se přejmenovala na Wild Beasts. Bullock byl později nahrazen Tomem Flemingem. Své první album nazvané Limbo, Panto skupina vydala v roce 2008 u vydavatelství Domino Records; u stejného vydavatelství vydala také další čtyři studiová alba. Jejich druhé album Two Dancers, vydané v roce 2009, bylo nominováno na cenu Mercury Prize. V květnu 2017 vystoupila celá skupina jako jeden z hostů při koncertu velšského hudebníka Johna Calea v Liverpoolu. V září toho roku kapela oznámila ukončení činnosti a v říjnu následně vydala své poslední EP Punk Drunk and Trembling. Své vůbec poslední vystoupení skupina odehrála v únoru 2018.

## Diskografie
Studiová alba
- Limbo, Panto (2008)
- Two Dancers (2009)
- Smother (2011)
- Present Tense (2014)
- Boy King (2016)